# Turó del Calamot
El Turó del Calamot, también llamado, erróneamente, El Penyalar, por una mala traducción del topónimo de los mapas militares Peñascal, es un monte rojizo del macizo del Garraf de 86,9 metros de altura situada entre el centro del municipio de Gavá (Barcelona) España y al lado del camino de la Sentiu. Está próximo al cerro llamado La Roca de Gavá o, simplemente, La Roca (26,5 metros), que está, a su vez, al lado de la carretera de Barcelona a Santa Cruz de Calafell (C-245).

## Historia

### Antigüedad
El espacio delimitado por ambos cerros tiene una larga historia de ocupación humana. Se han encontrado restos del poblado ibérico del Calamot habitado entre los siglos VI y I a. C. En la línea de costa, situada en aquel momento en la carretera a Santa Cruz de Calafell, había un puerto de anclaje en lo que hoy se conoce como las Sorres que funcionó desde el siglo IV a. C. hasta la época romana.
De la época romana, se han localizado restos de almacenes agrícolas, posiblemente dedicados a la producción de vino, de entre los siglos I a. C. y I d. C. que podrían ser parte de una villa romana todavía no localizada o ser estructures aisladas de las villas ya localizadas en Sant Pere de Gavà y Can Valls del Racó.
La actividad del puerto decayó desde el siglo II d. C. y así continuó hasta la caída del Imperio romano en el siglo V d. C. La causa puede ser que las nuevas tierras aportadas por el río Llobregat dificultaran la navegación o la crisis del estado romano que llevó a una ruralización de la economía y la sociedad. Esta tendencia última llevó al abandono de las villas en el Bajo Llobregat y al regreso a las cuevas.

### Su nombre y la Edad Media
Se desconoce el origen del topónimo Calamot. Algunos proponen un origen árabe, a partir de la palabra árabe Qala, que significa castillo, y el posible nombre de persona germánico Mot. Ahora bien, no se ha encontrada ninguna estructura en el cerro que se relacione con la ocupación árabe. Otra propuesta para el origen del topónimo es el griego calamoté, que significa cañar. De hecho, hacia poniente del turó del Calamot pasa la riera de los Canyars, y en el poblado ibérico del Calamot se han encontrado restos de cerámica griega, lo que indica los contactos entre sus habitantes y los griegos.
Tras la conquista condal del territorio, la protección de los ataques musulmanes se estructura mediante la construcción de una serie de torres de defensa, en la Roca hubo una de ellas. Pero no encontramos la primera noticia documentada sobre la Roca (la Rocha) hasta el 3 de julio de 1043 y también el 19 de marzo de 1146 (la Rocha de Gavano).
Con el proceso de feudalización, primero fue entregada la custodia militar del castillo de Eramprunyà y de las torres de Gavá a familias nobles y después esta delegación de los condes de Barcelona pasó a ser hereditaria. No está claro si el mismo proceso siguieron las fortificaciones menores, usualmente levantadas junto a núcleos de población preexistentes al castillo. En todo caso, en los siglos XII y XIII estaban en la torre de la Roca las familias Bleda y Tició. Esta última era descendente de un antiguo batlle reial de Gavá a mediados del siglo XII, y posteriormente recibieron de Sant Cugat el feudo de Castelldefels (1178-1340). Uno de los hijos de esta estirpe consiguió el señorío de la torre de la Roca en 1216. En 1305 Pere March lo Prohom, futuro señor de la Baronía de Eramprunyà, compró a los Tició la casa y el término de la Roca. Con la familia de los March, la posesión de la casa de la Roca tuvo un papel importante, fue reservada para sus herederos primogénitos.
El primer señor de la familia March, Pere March, también consiguió autorización para trasladar la capilla de Santa Magdalena del Sitjar (lugar que actualmente ocupa la capilla de Nuestra Señora de Bruguers) a una capilla construida al lado de la Casa de la Roca. Por otro lado, también consiguió en 1324 de parte del rey Jaime II de Aragón autorización para celebrar mercado los martes en la Roca.

### Su poblamiento, Edad Moderna y Contemporánea
Tenemos algunos datos sobre los habitantes del núcleo de la Roca: 40 familias en 1337, 26 hogares en 1365 por causa de la peste, 23 hogares en 1381 y 10 hogares en 1522. En un plano de Gavá de inicios del siglo XVIII (erróneamente datado en 1590) [cita requerida] se diferencian dos núcleos de población, Sant Pere de Gavà y La Roca, este último con seis edificios.
Una referencia del año 1789 todavía habla de la existencia de la capilla de Santa María Magdalena de la Roca, pero no habla de su estado ni de si el pueblo continuaba habitado. En la ley de 1834 que estableció la división en partidos judiciales todavía habla de "Gavá y los Santuarios de Burgues, San Miguel y Santa María Magdalena". La capilla estuvo en pie hasta 1836.
En el entorno del Calamot y la Roca hay dos masías. Una es el más de l'Horta, levantado de nueva planta en el siglo XVII. Su nombre parece relacionado con el topónimo medieval L'horta del señor, que aparece en algunos documentos. La otra masía es Can Ribes, una masía bien conservada que también fue levantada de nuevo, en 1769, en un campo denominado La Figuereta. En el siglo XVIII fue propiedad de Francesc Ribes, fabricante textil y ciudadano honrado de Barcelona. Estas masías, inicialmente dedicadas a la viña, después del ataque de la filoxera fueron dedicadas a cultivos de secano: almendros, algarrobos y olivos.

### Actualidad
En 1976 el Calamot fue calificado como zona verde. Más tarde un vial por debajo de Can Ribes separó los cerros del Calamot y la Roca. En 1998, una parte del turó de la Roca (5,9 ha), despoblado desde hace tiempo y desaparecidos sus edificios, fue urbanizada y pasó a denominarse oficialmente Parc del Calamot. Entre 2011 y 2012, una parte del territorio entre los dos cerros es urbanizada como barrio de Can Ribes (7,49 ha), construyendo un nuevo vial por encima de Can Ribes, masía que pierde los muros que le rodeaban. Según el proyecto urbanístico, el territorio que rodea el turó del Calamot (13 ha) pasará a denominarse Parque Nuevo del Calamot.

## Anexo del período feudal
| Núm. | Nombre                                      | Inicio      | Fin             | Observaciones |
| ---- | ------------------------------------------- | ----------- | --------------- | --- |
|      | FAMILIA BLEDA                               |             |                 | |
| 1.   | Berenguer Bernat de Bleda                   |             | testamento 1138 | Señor de Bleda (Penedès). Recibe del conde de Barcelona el Mas de la Roca |
| 2.   | Arnau de Bleda                              |             |                 | Hijo del anterior. Recibe La Roca en condominio con su hermano Bernat. |
| 3.   | Bernat de Bleda                             |             | 1173            | Hermano del anterior. Recibe La Roca en condominio con su hermano Arnau. En 1148 establece que, cuando muera, su parte de La Roca pase a la Catedral de Barcelona.                                |
| 4.   | Bernat de Bleda (II)                        |             | 1195            | Hijo de Arnau de Bleda. Vende su parte de La Roca al Hospital de la Santa Cruz de Barcelona. |
|      | DOMINIO ECLESIÁSTICO                        | 1173        | 1216            | En 1173, la Catedral de Barcelona recibe una parte de la propiedad de La Roca. En 1175 hace donación al Hospital de la Santa Cruz de Barcelona, que compra la otra parte de la propiedad en 1195. |
|      | FAMILIA TICIÓ                               |             |                 | |
| 5.   | Guillem Tició                               | 1216        |                 | Hijo de Tició, señor de Castelldefels. Junto a su mujer Peronella, recibe La Roca en permuta con el Hospital de la Santa Cruz de Barcelona.                                                       |
| 6.   | Antic Tició                                 |             |                 | Hijo del anterior y hermano de Berenguer Tició, señor de Castelldefels. |
| 7.   | Guillem Tició (II)                          |             | 25/X/1305       | Hijo del anterior. Vende a la familia Marc. |
|      | FAMILIA MARC                                |             |                 | |
| 8.   | Pere Marc lo Prohom (o Pere Marc II)        | 25/X/1305   | 1338            | Compró el castillo de Eramprunyà a Jaime II de Aragón en 1323. |
| 9.   | Pere Marc III                               | 1338        | 1347            | Hijo del anterior |
| 10.  | Pericó Marc                                 | 1347        | 1378            | Hijo del anterior. Sordomudo, le disputó la herencia su tío Jaume Marc I, arrebatándole en 1351 el castillo de Eramprunyà.                                                                        |
| 11.  | Galceran Marc de Lacera                     | 1378        |                 | Sobrino del anterior. Heredero del anterior desde 1372, confirmado por un tribunal real el 30/IV/1384, a pesar de que prestaron homenaje a los señores de Eramprunyà en abril de 1386.            |
| 12.  | Joan Galceran de Rosanes                    |             |                 | Hijo del anterior. |
| 13.  | Joan Agustí Marc de Lacera i Rosanes        |             | 08/VII/1447     | Sobrino del anterior. Durante su minoría estuvo bajo la tutela de su madre Elionor de Rosanes. Vendió el lugar de la Roca.                                                                        |
| 14.  | Lluís Marc I                                | 08/VII/1447 | 1451            | Señor de Eramprunyà, hijo de Jaume Marc II |
| 15.  | Jaume Marc III (Jaume Marc i Marquet)       | 1451        | 1466            | Hijo del anterior. Último señor exclusivo de La Roca. En 1455 también señor de Eramprunyà. Contrario a Juan II de Aragón                                                                          |
| 16.  | Jaume Marc IV (Jaume Marc i Ballester)      | 1466        | 1498            | Hijo del anterior. Partidario de Juan II de Aragón, le fueron tomados los castillos de Castelldefels y Eramprunyà                                                                                 |
| 17.  | Francesc Jeroni Marc                        | 1498        | 1515            | Hijo del anterior |
| 18.  | Isabel Marc i Palou (Elisabet Marc i Palou) | 1515        | 1548            | Hermana del anterior |